# Општина Јон Корвин (Констанца)
Јон Корвин (рум. Ion Corvin) општина је у Румунији у округу Констанца.
Oпштина се налази на надморској висини од 51 m.